# Clytellus philippinus
Clytellus philippinus es una especie de escarabajo longicornio del género Clytellus, tribu Clytellini, orden Coleoptera. Fue descrita científicamente por Miroshnikov & Tichý en 2015.

## Descripción
Mide 4,8-6,3 milímetros de longitud.

## Distribución
Se distribuye por Filipinas.